# والدمار بریندال
والدمار بریندال (سوئدی: Waldemar Bergendahl؛ زادهٔ ۱۸ آوریل ۱۹۳۳ – ۲۰۲۲) کارگردان فیلم، تدوین‌گر، تهیه‌کننده فیلم و فیلم‌نامه‌نویس اهل سوئد است.
از فیلم‌هایی که وی در آن‌ها نقش داشته‌است، می‌توان به الویرا مادیگان، جو هیل، ناراست چون آب، زندگی من مانند سگ، ما بچه‌های بولربو، زنان روی پشت‌بام، ۱۹۳۹، بلک‌جک، قلاب‌سنگ، هامسون، پی‌پی جوراب‌بلنده، مراقب احمق‌ها باش، ییم و دزدان دریایی بلوم، آرن: شوالیه معبد، پی و بی، دوران گرگ و آرن – پادشاهی در انتهای راه اشاره نمود.